# Вулиця Івана Рогача (Київ)
Ву́лиця Івана Рогача — вулиця в Деснянському районі міста Києва, селище Биківня. Пролягає від вулиці Ореста Чемеринського до Лазурної вулиці.

## Історія
Вулиця виникла в 2010-ті роки під проектною назвою Проектна 13063. Назва на честь українського журналіста, громадського і політичного діяча Івана Рогача - з 2017 року.